# فینال جام باشگاه‌های اروپا ۱۹۷۲
فینال جام باشگاه‌های اروپا ۱۹۷۲، رقابت پایانی جام باشگاه‌های اروپا در سال ۱۹۷۲ میلادی است که مابین دو تیم باشگاه فوتبال آژاکس و باشگاه فوتبال اینتر میلان در ورزشگاه دکویپ ، روتردام برگزار شده‌است.
این مسابقه که در تاریخ ۳۱ مه ۱۹۷۲ انجام شده‌است با نتیجه ۲ بر ۰ به سود تیم باشگاه فوتبال آژاکس به پایان رسید.